# Cambrian (Schiff, 1894)
HMS Cambrian war ein vom Pembroke Dockyard für die Royal Navy gebauter Geschützter Kreuzer 2. Klasse. Als zweites Schiff der Astraea-Klasse lief die Cambrian am 30. Januar 1893 nach der HMS Bonaventure vom Stapel. Seit Ende 1905 auf der britischen Australia Station eingesetzt, wurde sie 1913 deren letztes Flaggschiff, bevor die Australische Marine die Verantwortung für diesen Teil des Empires übernahm.

## Baugeschichte

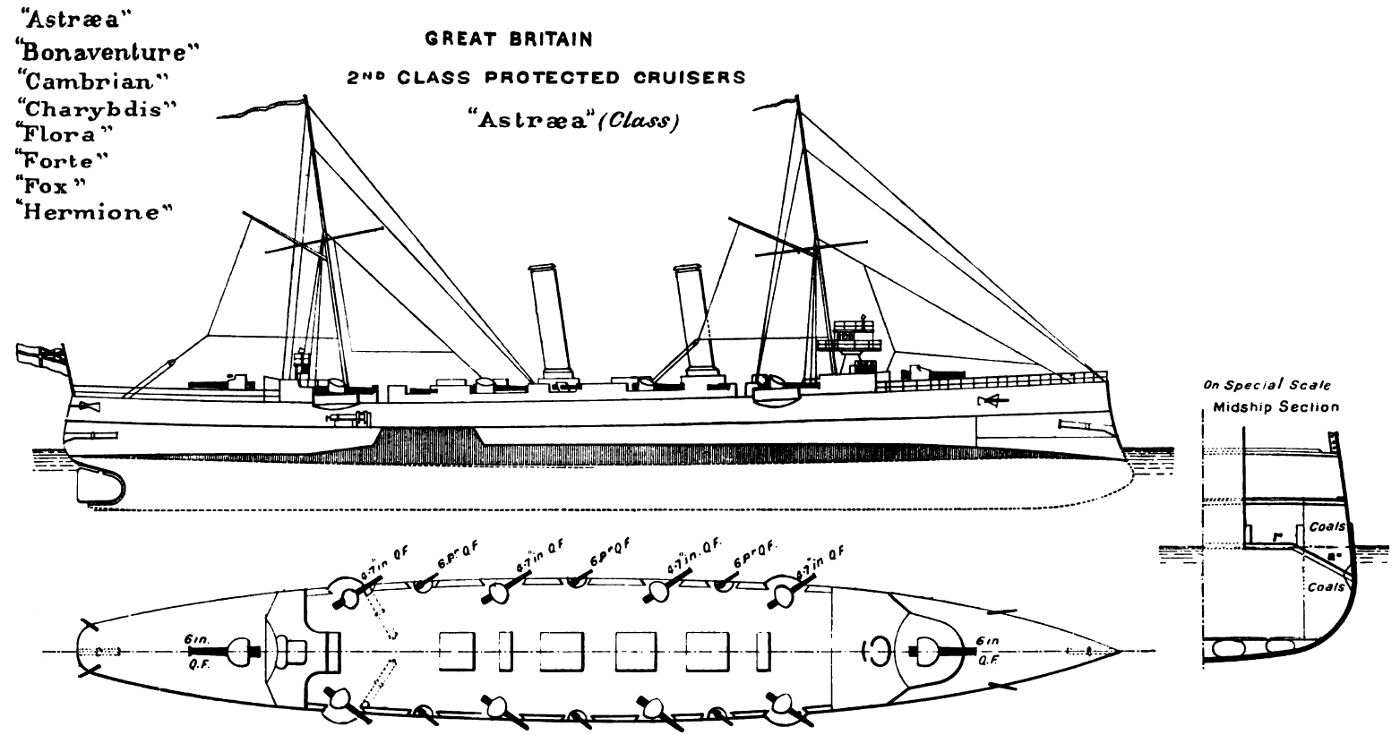
Risszeichnung der Astraea-Klasse, Brassey's Naval Annual 1897

Die acht Kreuzer der Astraea-Klasse waren Geschützte Kreuzer 2. Klasse der Royal Navy, die auf Grund der Beschlüsse des Naval Defence Act von 1889 in den 1890er Jahren als verbesserte Version der Apollo-Klasse beschafft wurden. Sie verdrängten etwa 1000 ts mehr als die vorausgehende Klasse, verfügten über bessere Seeeigenschaften und hatten eine etwas stärkere und besser platzierte Bewaffnung. Dies wurde durch das zusätzliche, durchgehende Deck erreicht, das den Schiffen einen höheren Freibord gab und den Waffen einen höheren Standort. Die Verbesserungen wurden dennoch kritisiert, weil die Bewaffnung mit nur zwei weiteren 120-mm-Geschützen nicht wesentlich verstärkt war und in den Bereichen Geschwindigkeit und Reichweite keine Verbesserung bestand. Die Kreuzer wurden alle auf staatlichen Marinewerften gebaut, wobei drei in Devonport, zwei in Pembroke und je ein Kreuzer in Sheerness, Chatham und Portsmouth entstanden, und nicht wie bei der vorhergehenden Apollo-Klasse überwiegend auf Privatwerften. Die Schiffe waren für den Einsatz in tropischen Gewässern vorgesehen und hatten daher alle einen kupferbeschlagenen Rumpf.
Bewaffnet waren die Kreuzer mit zwei 6-Zoll-152-mm-L/40-Schnellfeuerkanonen als Bug- und Heckgeschütz und einer Batterie von acht seitlich angeordneten 4,7-Zoll-120-mm-L/40-Schnellfeuergeschützen.
Die leichtere Bewaffnung war zu einem großen Teil auf dem Oberdeck zwischen den schwereren Kanonen aufgestellt.

## Einsatzgeschichte
Die HMS Cambrian kam als zweites Schiff der Klasse noch 1894 in Dienst.
Prinz Louis von Battenberg wurde der erste Kommandant der Cambrian, die von Oktober 1894 bis Mai 1897 zur Mittelmeerflotte gehörte.
Im November 1901 war die Cambrian als Flaggschiff des „Senior Officer, South Atlantic“, in Ascension stationiert.
1904 lag sie in Haulbowline, dem Marinestützpunkt bei Cork in Irland.

### Australia Station
Nach dem Naval Agreement Act von 1903, der die Stationierung von Royal Navy Einheiten im Empire und die Beteiligung der Kolonien an den Kosten regelte, sollte das Geschwader der Australia Station aus einem Kreuzer 1. Klasse, zwei der 2. Klasse und vier der 3. Klasse bestehen.
Die Cambrian stellte am 3. Oktober 1905 unter Captain E.F. Gaunt für die Australia Station der Royal Navy in Dienst, deren letztes Flaggschiff sie 1913 werden sollte. Sie lief von Plymouth durch den Sueskanal und traf am 22. Dezember 1905 in Sydney als zweiter Kreuzer 2. Klasse in Australien ein. Sie galt als Ersatz zweier Sloops der Cadmus-Klasse, die nach China verlegt worden waren. HMS Clio und Cadmus waren beide nach Fertigstellung 1904 nach Australien gekommen und hatten im April/Mai 1905 die Station schon wieder verlassen.

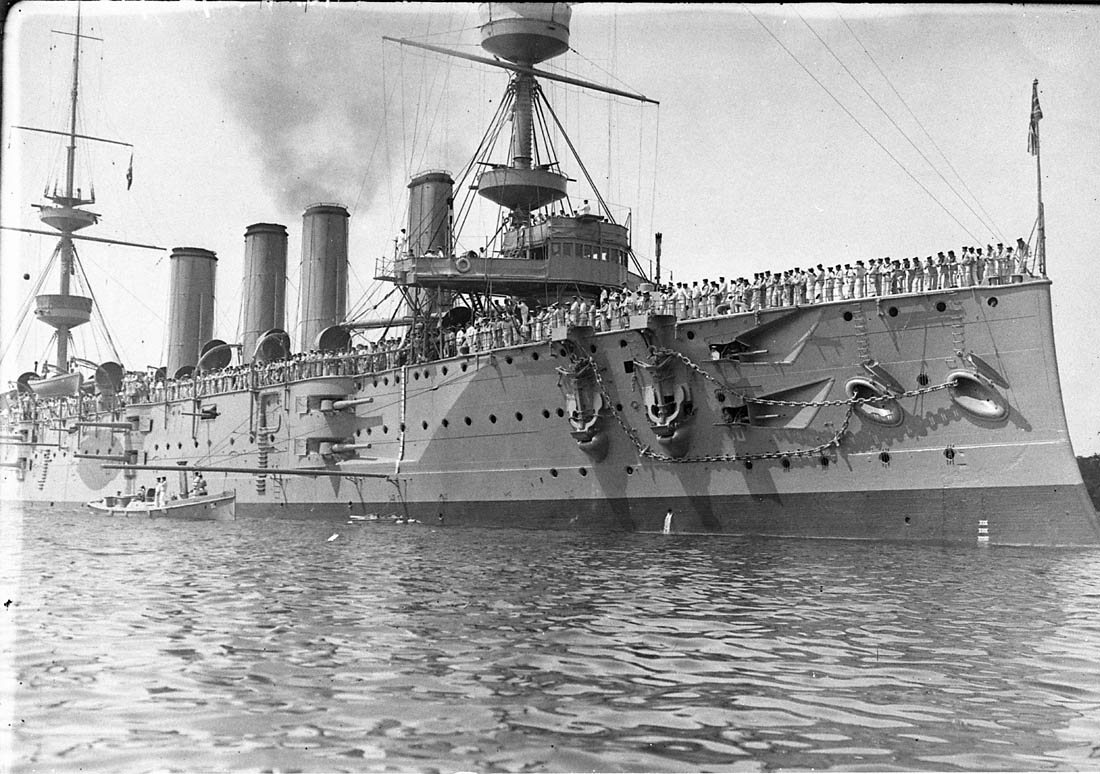
Die Powerful 1905 Flaggschiff der Australia Station

Flaggschiff der Station war seit Dezember 1905 der kurz zuvor eingetroffene Geschützte Kreuzer 1. Klasse Powerful. Als erster Kreuzer 2. Klasse wurde seit Juli 1904 die Challenger auf der Station eingesetzt, die wie der seit 1903 dort eingesetzte Kreuzer 3. Klasse Psyche Einheimische im Flottendienst ausbilden sollte.
Ab 1905 ersetzten weitere Kreuzer der Pelorus-Klasse die auf der Station seit 1890 eingesetzten fünf alten Kreuzer der Pearl-Klasse, von denen Katoomba und Wallaroo als letzte im Januar 1906 Australien verließen.
Schließlich kamen fünf der neun Kreuzer der Pelorus-Klasse mit Psyche, Pegasus, Prometheus, Pioneer und Pyramus nach Australien. Darüber hinaus waren noch etliche kleinere Schiffe für Vermessungsaufgaben und die Kontrolle der britischen Inseln in der Südsee vorhanden.
Letzter Zugang der Australia Station zur vereinbarten Stärke war dann das im Februar auf der Station eintreffende Schwesterschiff der Challenger, die Encounter, als dritter Kreuzer 2. Klasse.
Die Cambrian nahm den Routinedienst auf und war so auch mehrfach für einige Wochen in Neuseeland stationiert.
Im Juli 1906 besuchte sie die Pitcairninseln, wo sie mit ihrem Schwesterschiff Flora von der China Station zusammentraf. Während des fünftägigen Besuches sprengten Spezialisten beider Kreuzer eine Bootsdurchfahrt in die Bounty Bay. Der Kommandant der Cambrian ergänzte auch die Verwaltungsbestimmungen für die Inseln. 1909 besuchten beide Kreuzer erneut Pitcairn.
Im Sommer 1907 landete die Cambrian eine Strafexpedition auf den Neuen Hebriden, nachdem Eingeborene einen Europäer getötet hatten.
Während ihrer Einsatzzeit auf der Station wurde die Cambrian dreimal wieder „commissioned“ (in Dienst gestellt), was in Praxis den fast vollständigen Austausch der Besatzung bedeutete. Dieser fand in der Regel in Colombo statt. Der erste Austausch erfolgte im Oktober 1907, als die im September aus Portsmouth ausgelaufenen großen Kreuzer Edgar und Europa Austauschbesatzungen für die Cambrian und das Flaggschiff Powerful nach Colombo brachten.
Am 9. Dezember 1908 verließ die Cambrian routinemäßig Sydney nach Neuseeland und besuchte dort verschiedene Häfen. Am 6. Februar 1909 begann sie eine große Pazifikreise in Auckland. Erstes Ziel war das zur Cook Gruppe gehörende Rarotonga. Dann wurden das französische Tahiti, die Weihnachtsinsel -wo der australische Dampfer Aeon verunglückt war- und die Fanninginsel mit der Station des Transpazifikkabels besucht. Im März traf der Kreuzer dann erneut mit der HMS Flora der China Station in Honolulu zusammen. Beide Kreuzer sollten zusammen Häfen an der amerikanischen Pazifikküste besuchen. Der erste Besuch erfolgte in Acapulco in Mexiko, das sie kurz vor einer verheerenden Flutwelle wieder verließen. Sie liefen dann Puerto San José (Guatemala), La Union Amapala am Golf von Fonseca in Honduras, Corinto (Nicaragua), Panama, Callao in Peru an.
In Chile wurden Iquique, Valparaíso, Coquimbo und Punta Arenas besucht.
Der Rückmarsch der beiden Kreuzer über den Pazifik erfolgte über die Osterinsel, Pitcairn, Tahiti und Suva, den Hauptort Fidschis, wo sie vom 28. Juli bis 2. August verblieben. Durch die Torresstraße, wo die Cambrian am 13. August kurz Thursday Island anlief, liefen beide Kreuzer schließlich noch zu einem Besuch nach Batavia, ehe sie nach Colombo liefen, um von der aus Großbritannien eingetroffenen Terrible neue Besatzungen zu übernehmen und am 7. September für ihre Stationen neu in Dienst zu stellen. Während ihrer gemeinsamen Reise waren die Kreuzer nur zweimal länger als 24 Stunden getrennt. Nun verließ Flora Colombo, um wieder zur China Station zurückzukehren und Cambrian lief am 11. September unter Captain Edward W. E. Wemyss nach Sydney aus.
Die beiden folgenden Jahre waren mit Routinedienst ausgefüllt. Im April 1910 geriet die Cambrian in einen Schweren Sturm, der Mastteile und alle Antennen abriss. Nach deren Instandsetzung lief die Cambrian mit dem Generalgouverneur Lord Chelmsford und dessen Gemahlin zu einem Besuch der Norfolk-Insel aus.
Am 19. September 1911 erfolgte die letzte "Neuindienststellung2 der Cambrian auf der Australia Station, als erneut die Terrible mit Ersatz für die Station in Colombo eintraf, wo die Cambrian den Ersatz übernahm und selbst weitgehend das Personal tauschte.
Im Januar 1912 übernahm der Panzerkreuzer Drake in Colombo die Aufgaben des Flaggschiffs von der Powerful. Anfang Februar 1912 verließ die Cambrian Sydney, um die China Station während der andauernden Revolution zu verstärken. Auf der Ausreise lief sie zuerst Batavia in Niederländisch-Indien an, wo der seit Oktober auf dem Weg nach China befindliche Kreuzer Prometheus liegen geblieben war. Dieser befand sich in einem derartig schlechten Zustand, so dass der Kommandant der Cambrian sich entschied, den Kreuzer die 3000 Meilen nach Hongkong zu schleppen. Der Befehlshaber der China Station ließ den Kreuzer soweit reparieren, dass er die Heimreise nach Großbritannien mit eigener Kraft schaffen würde. Eine in Hongkong durchgeführte Untersuchung führte zur Ablösung des Kommandanten und des Leitenden Ingenieurs der Prometheus.

Die Cambrian lief weiter nach Shanghai, wo sie Trupps ihrer Matrosen und Seesoldaten an Land setzte, die für die Sicherheit europäischer Niederlassungen sorgen sollten. Als die Lage sich dort beruhigte, verlegte der Kreuzer nach Weihawei, in dessen Nähe Piraten Handelsschiffe angegriffen hatten. Als diese einen Engländer als Geisel nahmen und ein hohes Lösegeld forderten, griffen Marinesoldaten der Cambrian ein und nahmen drei Anführer der Piraten gefangen. Dies wurden den chinesischen Behörden übergeben, dies sie hinrichten ließen.

Schließlich besuchte die Cambrian noch Nagasaki in Japan, ehe sie nach Hongkong zu Übungen mit den anderen Schiffen der Station zurückkehrte. Von dort lief sie dann über Thursday Island in 19 Tagen zurück nach Sydney, wo sie am 3. Juli wieder eintraf.

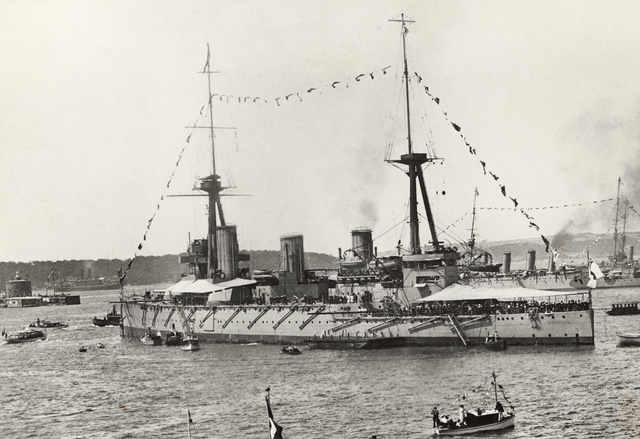
HMAS Australia 1913 in Sydney

Die Rückkehr der Cambrian war ein Teil der Vereinbarung der britischen Admiralität hinsichtlich der Abgabe der Verantwortung für den Stationsbereich an die neue Australische Marine. Von den größeren Kreuzern auf der Station verließ die Challenger, die bislang viele Australier ausgebildet hatte, im Herbst 1912 Australien, während ihr Schwesterschiff Encounter mit einer Lehr-Stammbesatzung die Ausbildung australischer Marinesoldaten weiter vorantreiben sollte. Im Januar 1913 verließ auch das Flaggschiff Drake die Station und Admiral Sir George King-Hall wechselte auf die Cambrian, die so das 15. und letzte Flaggschiff der Australia Station der Royal Navy wurde.
Am 4. Oktober 1913 empfing sie die neue Australische Flotte in Sydney, die mit dem Schlachtkreuzer Australia, den Leichten Kreuzern Sydney und Melbourne, dem übernommenen Kreuzer Encounter und den Zerstörern Parramatta, Yarra und Warrego erstmals in Sydney einlief und die Aufgaben der Australia Station weitgehend übernahm. Nur die beiden erstgenannten Schiffe waren gerade aus Großbritannien eingetroffen.
 Beim Kommandowechsel verblieb der Royal Navy nur die Verantwortung für Neuseeland, wo die Psyche die Aufgaben als Stationskreuzer übernahm.
Am 13. Oktober 1913 verließ die Cambrian Sydney und in Melbourne ging Admiral Sir George King-Hall von Bord und der Kreuzer kehrte dann nach Großbritannien zurück. Als er Anfang 1914 in der Heimat eintraf, wurde er außer Dienst gestellt und sollte verkauft werden.

### Endschicksal
Der Ausbruch des Ersten Weltkriegs schob den Verkauf auf und die Cambrian wurde ein Ausbildungsschiff für Heizer. Im März 1915 wurde sie in HMS Harlech umbenannt und Wohnschiff. Im September 1921 erfolgte noch eine weitere Umbenennung in Vivid als Teil der Wohnschiffe in Devonport. Im Februar 1923 erfolgte schließlich der Verkauf zum Abbruch an die Firma Young in Sunderland.